# Faculdades Integradas Maria Imaculada
As Faculdades Integradas Maria Imaculada (FIMI) são uma instituição privada de ensino superior com sede em Piracicaba, no estado de São Paulo. A instituição foi criada em 1991.